# Mark Vande Hei
Mark Thomas Vande Hei (Falls Church, 10 novembre 1966) è un astronauta statunitense. Ha partecipato a due missioni spaziali di lunga durata, la prima nel 2017 (Sojuz MS-06 per l'Expedition 53/54) e la seconda nel 2021 (Sojuz MS-18/19 per l'Expedition 65/66). Durante quest'ultima missione ha battuto il record di giorni continuativi nello spazio per un astronauta statunitense di 340 giorni, precedentemente stabilito da Scott Kelly,
durante la One Year Mission nella Stazione spaziale internazionale svolta assieme al cosmonauta russo Michail Kornienko.
Il suo record di permanenza continuativa nello spazio per un astronauta statunitense di 355 giorni è durato fino all’'11 settembre 2023 quando è stato battuto dal collega
Francisco Rubio che ha invece accumulato 370 giorni continuativi nello spazio.

## Biografia

### Carriera militare
Dopo la laurea all’Saint John's University nel 1989 in Fisica, Vande Hei ha preso parte al Reserve Officers' Training Corps (ROTC). Diplomatosi al Army’s Engineer Officer Basic Course and Ranger School si è unito al 3º battaglione, 325º Reggimento di Fanteria alla Caserma Ederle, in Italia. Il suo ruolo era quello di capo del plotone di combattimento specializzato, ufficiale d’addestramento del clima freddo e capo del plotone di supporto. Come capo di un plotone di combattimento specializzato, ha preso parte all’Operazione Provide Comfort in Iraq.
Dopo aver conseguito una laurea specialistica nel 1999 in Fisica applicata all’Università di Stanford, è stato assistente professore al Dipartimento di Fisica dell’United States Military Academy di West Point, a New York. Nel 2003 è stato assegnato al 1º Battaglione alla Peterson Air Force Base, nel Colorado, dove è stato prima capo della squadra di supporto dell’Esercito e poi ufficiale delle operazioni del battaglione. Come capo della squadra di supporto dell’Esercito Vande Hei ha trascorso 12 mesi in Iraq come supporto all’Operation Iraqi Freedom. L’addestramento militare di Van Hei comprende anche il corso d’assalto aereo dell’Esercito, corso di paracadutismo, corso delle operazioni dell’inverno tedesco, corso avanzato di ufficiale specializzato e altri corsi.

### Carriera alla NASA
Vande Hei ha iniziato a lavorare al Johnson Space Center della NASA a luglio del 2006 come Capsule Communicator (CAPCOM) nel Centro di controllo missione a Houston. È stato CAPCOM della Stazione spaziale internazionale (ISS) dall’Expedition 15 all’Expedition 20 e per le missioni Shuttle STS-122, 123, 124, 126 e 127.
Il 29 giugno 2009 è stato selezionato come candidato astronauta per il Gruppo 20 degli Astronauti NASA. Ha completato l’addestramento base a giugno 2011, qualificandosi ufficialmente come astronauta e diventando eleggibile per una missione spaziale.
Da giugno 2012 a maggio 2013 è stato Capo delle Operazioni in Russia dell’Ufficio astronauti, in attesa di venir assegnato a una missione spaziale. 
Dal 21 al 29 luglio 2014 ha partecipato alla missione NASA NEEMO 18, trascorrendo 9 giorni nel laboratorio sottomarino Aquarius a Key Largo, Florida, svolgendo attività scientifica ed extraveicolare (EVA) in ambiente subacqueo per simulare la vita nello spazio.
Dopo esser stato ingegnere di volo2 dell'equipaggio di riserva per la Sojuz MS-02 ad ottobre del 2016 insieme a Misurkin e Tichonov, Roscosmos ha deciso di ridurre i propri cosmonauti sulla Stazione, togliendo di fatto Tichonov dall'equipaggio. NASA e Roscosmos hanno così deciso di posticipare il lancio di Misurkin e Vande Hei per dare la possibilità a quest'ultimo di approfondire la conoscenza dei sistemi della Sojuz come ingegnere di volo1. 

#### Sojuz MS-06 (Expedition 53/54)
Il 12 settembre 2017 è partito con i colleghi Misurkin e Acaba dal Cosmodromo di Bayqoñyr a bordo della Sojuz MS-06 per prendere parte alle Expedition 53/54. Il 5 e il 10 ottobre 2017 ha svolto due EVA con l'astronauta americano Randolph Bresnik per la sostituzione del meccanismo di presa del Canadarm2, la lubrificazione di quest’ultimo e la sostituzione di alcune telecamera esterne, restando in totale 13 ore e 21 minuti fuori dalla Stazione.

#### Sojuz MS-18/MS-19 (Expedition 65/66)
È tornato nello spazio il 9 aprile 2021, a bordo della Sojuz MS-18 per prendere parte alla missione di lunga durata Expedition 65. Nel settembre 2021 la missione è stata estesa anche per l'Expedition 66 per permettere ai partecipanti al volo della Sojuz MS-19 di trascorrere un breve periodo sulla ISS per girare un film. Tornò sulla Terra a bordo della Sojuz MS-19 il 30 marzo 2022, trascorrendo un anno continuativo nello spazio.

## Vita privata
È sposato con Julie Vande Hei con cui ha avuto due figli. Gli piace allenarsi, andare in campeggio e leggere.